# Cyclomaltodextrine glucanotransferase
 (février 2022).
 (septembre 2024).
Si vous disposez d'ouvrages ou d'articles de référence ou si vous connaissez des sites web de qualité traitant du thème abordé ici, merci de compléter l'article en donnant les références utiles à sa vérifiabilité et en les liant à la section « Notes et références ».
En enzymologie, une cyclomaltodextrine glucanotransférase (également cyclodextrine glycosyl transférase ou CGTase en abrégé) (EC 2.4.1.19) est une enzyme qui catalyse la réaction chimique de la partie cyclisante d'une molécule de 1,4-alpha-D- glucane par la formation d'une liaison 1,4-alpha-D-glucosidique. Ce sont des enzymes bactériennes qui appartiennent à la même famille de l'α-amylase plus connue sous le nom de glycosyl-hydrolase famille 13. Cette enzyme particulière est capable de catalyser plus d'une réaction, la plus importante étant la synthèse de dextrines cycliques non réductrices appelées cyclodextrines à partir d'amidon, d'amylose et d'autres polysaccharides.